# 竹原村 (三重県)
竹原村（たけはらむら）は三重県一志郡にあった村。現在の津市美杉町竹原・美杉町八手俣にあたる。

## 地理
- 山岳：高峰
- 河川：雲出川、八手俣川

## 歴史
- 1889年（明治22年）4月1日 - 町村制の施行により、竹原村・八手俣村の区域をもって発足。
- 1955年（昭和30年）3月15日 - 八知村・太郎生村・伊勢地村・八幡村・多気村・下之川村と合併して美杉村が発足。同日竹原村廃止。

## 交通

### 鉄道路線
- 日本国有鉄道
  - 名松線
    - 伊勢竹原駅